# Cispinilus flavidus
Cispinilus flavidus là một loài nhện trong họ Pisauridae.
Loài này thuộc chi Cispinilus. Cispinilus flavidus được Eugène Simon miêu tả năm 1910.